# Disney’s Typhoon Lagoon
Disney’s Typhoon Lagoon ist einer von zwei Wasser-Themenparks im Walt Disney World Resort in Lake Buena Vista, Florida in der Nähe von Orlando. Der Park war der zweite Wasserpark, der im Resort eröffnet wurde, nach Disney’s River Country, welcher im November 2001 geschlossen wurde.

## Wasserpark

### Mount Mayday
Auf dem Mount Mayday, der sich hinter dem Wellenbad befindet, befinden sich „Miss Tilly“ sowie viele der Wasserfälle und Rutschen. Es handelt sich um einen künstlichen Berg, der nicht nur Startplätze für die Wasserrutschen bietet, sondern auch die für einen Wasserpark nötigen Rohrleitungen verdeckt.

#### Attraktionen
- Humunga Kowabunga: Drei geschlossene „Speed Slide“-Rutschen, die die Fahrgäste in Sekundenschnelle fünf Stockwerke nach unten schicken und dabei Geschwindigkeiten von 63 km/h erreichen.
- Storm Slides: Drei Körperrutschen (Jib Jammer, Stern Burner und Rudder Buster), die die Besucher aus einer Höhe von drei Stockwerken durch gewundene Kanäle zu einem Planschbecken am Boden schicken.
- Gang Plank Falls: Familienfloßfahrt mit großen Schlauchbooten für vier Personen.
- Mayday Falls: Röhrenrutsche mit kurvenreichem „Stromschnellen“-Feeling.
- Keelhaul Falls: Röhrenrutsche mit einer sanfteren Fahrt, die spiralförmig durch einen Wasserfall und eine Höhle hinunterführt.
- Forgotten Grotto: Ein Höhlengang durch Mt. Mayday
- Overlook Pass: Ein Wanderweg über den Hang des Mt. Mayday, mit kleinen Wasserfällen.

### Hideaway Bay

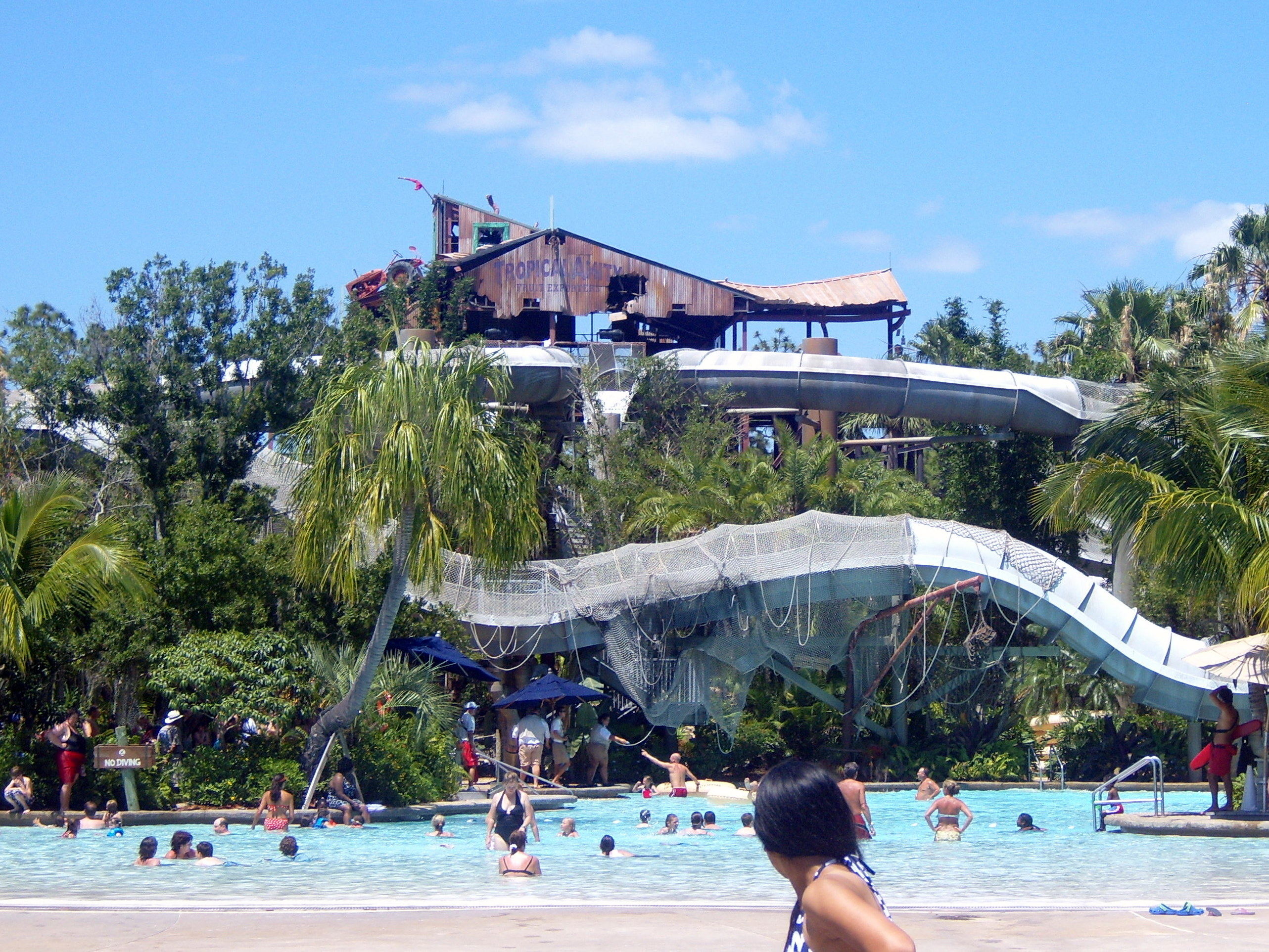
Crush 'n' Gusher

Hideaway Bay, früher „Out of the Way Cay“, ist ein Sandstrand hinter den Umkleidekabinen.

#### Attraktionen
- Crush 'n' Gusher: Master Blaster, bei der Ein- bis Zweipersonenflöße von Wasserdüsen durch Haarnadelkurven und Drop-offs getrieben werden. Bei dieser Attraktion haben die Fahrgäste die Wahl zwischen den Wasserachterbahnrutschen „Banana Blaster“, „Coconut Crusher“ oder „Pineapple Plunger“
- Miss Adventure Falls: Im Juni 2016 reichte Disney Pläne für den Bau einer Familien-Raftingbahn neben Crush 'n' Gusher ein. Die Familienfloßfahrt ist stark thematisiert und beginnt mit einem großen Förderband, das die Fahrer in ihren Flößen nach oben bringt, bevor sie hinunterfahren.
- Weißer Sandstrand: Strandbereich mit Liegestühlen und einem Planschbecken neben dem Crush 'n' Gusher.

### Typhoon Lagoon

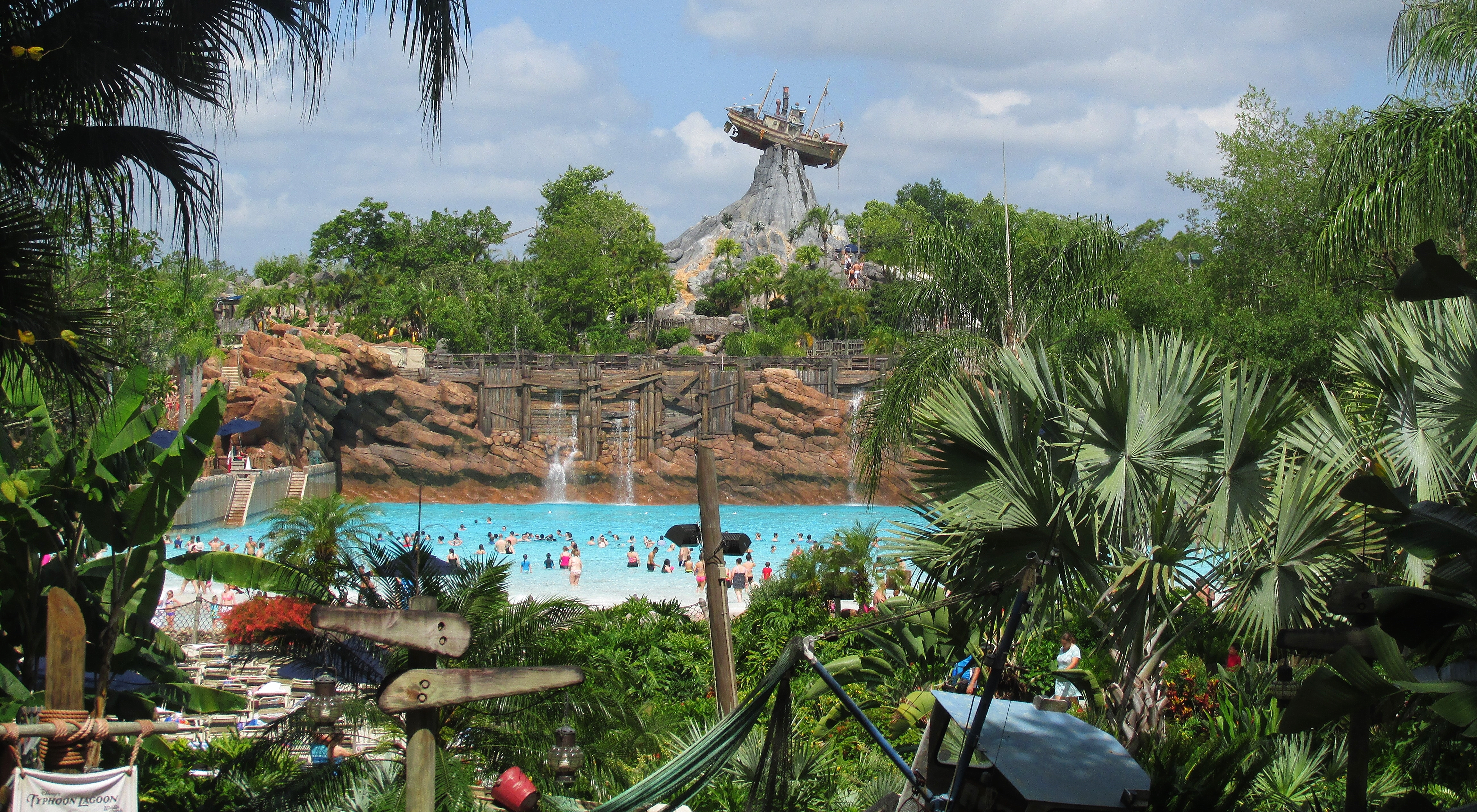
Typhoon Lagoon und Mount Mayday

Der größte Teil des Parks beherbergt die Hauptattraktion sowie viele schattige, weiße Sandstrände zum Entspannen und Erholen.

#### Attraktionen
- Typhoon Lagoon Surf Pool: Wellenbad, in dem alle 90 Sekunden drei Meter hohe Wellen auftreten.
- Bay Slides: Anfängerrutsche, die Kleinkinder über sanfte Hänge hinunterschickt, die in einer abgelegenen Ecke für den „Surf Pool“ enden.
- Blustery Bay: Gezeitenbecken mit Null-Tiefen-Einstieg in der Nähe des Uhrenturms, angrenzend an den „Surf Pool“ und umgeben von Sandstränden.
- Whitecap Cove: Gezeitenbecken mit Null-Tiefen-Einstieg in der Nähe von „Surf Doggies“, angrenzend an den „Surf Pool“ und umgeben von Sandstränden.
- Learn to Surf: „Craig Carroll's Cocoa Beach Surf School“ bietet eine zweieinhalbstündige Surfstunde an, bevor der Park öffnet (zusätzliche Kosten).

### Castaway Creek
Kontinuierlich fließender, 640 m langer „Lazy River“, der den gesamten Park langsam umrundet und dabei sanfte Wasserfälle, üppige Regenwälder, Nebelwände und den Mount Mayday selbst passiert. Die Teilnehmer können sich selbst oder in den bereitgestellten Schläuchen treiben lassen.